# Cotesia sesamiae
Cotesia sesamiae är en stekelart som först beskrevs av Cameron 1906.  Cotesia sesamiae ingår i släktet Cotesia och familjen bracksteklar. Inga underarter finns listade i Catalogue of Life.